# Креолски језици
Креолски језици су језици који су обично настали у некој заједници чији припадници потичу из разних делова света и који не говоре истим језиком. У жељи да комуницирају, присиљени су да се служе језиком који није ни један од језика ни једне посебне групе. Резултат је језик чија лексика (обично прилично деформисана) углавном потиче из наметнутог језика освајача, а синтакса личи више на лексику других креолских језика него на лексику језика „мајке“.
Типичан пример је језик радника (или робова) који су довођени на плантаже на Карибима из различитих делова света, и који су били приморани да користе језик колонијалне силе која их је ту довела (енглески, француски или шпански), како би комуницирали међу собом. У почетку, комуникација је типична мешавина између лексике језика колонизатора и синтаксе, фонетике и морфологије језика које су ти радници/робови донели са собом из својих постојбина. Када се овај начин комуникације претвори у матерњи језик након промене неколико генерација, тада се зове креолски језик.

## Неки креолски језици
- Креолски из Белизеа
- Креолски са Хаитија
- Креолски паленкера
- Чабакано
- Патоа или креолски са Јамајке
- Папијаменто
- Чаморо
- Афро-семинола
- Ток писин